# Циммерлинг, Антон Владимирович
Анто́н Влади́мирович Циммерлинг (род. 3 июля 1964, Москва; англ., нем., дат. Anton Zimmerling) — российский лингвист, доктор филологических наук (2001), профессор (2002). Автор трудов по грамматике скандинавских языков и истории скандинавской литературы, переводов ряда исландских саг на русский язык.

## Биография
Антон Циммерлинг родился в 1964 году в Москве. В 1986 году он окончил романо-германское отделение филологического факультета МГУ, защитив дипломную работу о древнеисландском языке защитил под руководством Ольги Смирницкой. В 1991 году защитил в МГУ кандидатскую диссертацию «Субъектно-предикатные отношения в языке древнеисландской прозы», в 2001 году защитил в РГГУ докторскую диссертацию «Синтаксическая типология скандинавских языков». 
В 1988—1993 годах Циммерлинг преподавал в МГИМО, в 1993—2002 годах — на германской кафедре МГУ. В 2002 году стал профессором кафедры русского языка МГГУ им. М. А. Шолохова, в 2017 — профессором и главным научным сотрудником Гос. ИРЯ имени А. С. Пушкина. В 1996—2006 годах он был старшим и ведущим научным сотрудником Славяно-германского центра Института славяноведения РАН, главным научным редактором (вместе с А. А. Гугниным) томов I—III «Славяно-германских исследований». С середины 1990-х годов преподавал на условиях совместительства в РГГУ. С 2013 года на условиях совместительства работает ведущим научным сотрудником сектора типологии Института языкознания РАН.
Циммерлинг стал участником и организатором ряда международных конференций, членом Международного общества саг, Международного типологического общества, Санкт-Петербургского лингвистического общества, Российского союза германистов. Входил в состав экспертного совета по филологии и искусствоведению ВАК РФ (2013—2016), с 2013 года член правления международного Общества славянской лингвистики, с 2014 года — главный редактор журнала Rhema. Рема («Вестник МГГУ им. М. А. Шолохова. Серия Филологические науки») и член Общества славянской лингвистики.
Циммерлинг опубликовал ряд статей и две монографии по синтаксису и просодии германских и славянских языков. В этих работах он дал параметрическое описание синтаксиса порядка слов и субъектно-предикатных отношений в древних и новых скандинавских языках, а также параметрическое описание славянских систем порядка слов с цепочками клитик; обнаружил класс предикативов — слов категории состояния в древнегерманских языках и построил типологию слов категории состояния; реконструировал древнегерманское ударение в глагольных основах и реинтерпретировал закон Вернера; доказал действие закона Ваккернагеля в древнеисландском и средненорвежском языках и построение типологии языков с цепочками предикатных клитик; интерпретировал линейно-акцентные преобразования в языках со свободным порядком слов в терминах мягко контекстно-зависимых грамматик.
Важным направлением в научной деятельности А. В. Циммерлинга являются перевод на русский язык и комментированное издание произведений исландской литературы. Переведены и изданы как минимум две «саги о современности», «Сага об Исландцах» и «Сага об Ароне сыне Хьёрлейва», и 13 родовых саг и прядей, в числе которых «Сага о Людях с Песчаного Берега», «Сага о Союзниках», «Саги о Посошниках», «Сага о Названых Братьях», «Сага о сыновьях Дроплауг».

## Планы издания исландских саг
В книге «Сага об Исландцах» в 2007 году А. В. Циммерлинг анонсировал публикацию к 2010 году переводов ряда исландских средневековых текстов. Это должны были быть две серии.

Первая из планируемых серий предполагает комментированное издание всех сочинений Стурлы Тордарсона.
- Том 1. «Сага об Исландцах».
- Том 2. «Сага о Хаконе Старом».
- Том 3. «Сага о Магнусе Исправителе Законов» и связываемые с именем Стурлы фрагменты древнеисландских анналов.
- Том 4. «Книга о заселении Земли» (редакция Sturlubok).

Вторая из планируемых серий предполагает издание цикла исландских саг, известного как «Сага о Стурлунгах»…
Перевод «Саги о Стурлунгах» планируется выпускать отдельными томами.
- Том 1. «Сага об Исландцах».
- Том 2. «Сага о Торгильсе и Хавлиди» и «Прядь о Гейрмунде Адская Кожа».
- Том 3. «Сага о Стурле», «Прологи» и «Генеалогии».
- Том 4. «Сага о Гудмунде Драгоценном» и «Сага о священстве епископа Гудмунда сына Ари».
- Том 5. «Сага о Хравне сыне Свейнбьёрна» и «Прядь о людях из Ястребиной долины».
- Том 6. «Сага о Торде Какали».
- Том 7. «Сага о Торгильсе Заячья Губа» и «Прядь о Стурле».

Все памятники, включённые в данные две серии, переводятся на русский язык впервые.
— Сага об Исландцах. М., 2007. С. 7—8.
Эти планы остаются нереализованными (вышел только первый том).